# Anemmetresa flavimacularia
Anemmetresa flavimacularia là một loài bướm đêm trong họ Geometridae.